# (25538) Markcarlson
(25538) Markcarlson est un astéroïde de la ceinture principale d'astéroïdes.

## Description
(25538) Markcarlson est un astéroïde de la ceinture principale d'astéroïdes. Il fut découvert le 8 décembre 1999 à Socorro (Nouveau-Mexique) par le projet LINEAR. Il présente une orbite caractérisée par un demi-grand axe de 2,59 UA, une excentricité de 0,16 et une inclinaison de 5,5° par rapport à l'écliptique.

## Compléments